# Encarsia shutovae
Encarsia shutovae är en stekelart som beskrevs av Yasnosh 1973. Encarsia shutovae ingår i släktet Encarsia och familjen växtlussteklar. Inga underarter finns listade i Catalogue of Life.